# Phryganopteryx watsoni
Phryganopteryx watsoni là một loài bướm đêm thuộc phân họ Arctiinae, họ Erebidae.